# Inferno (Heftroman)

Serienlogo

Inferno war eine Reihe von deutschen Heftromanen, die von 1975 bis 1977 monatlich im Wolfgang Marken Verlag erschien.
Die Idee zur Reihe stammte von Hendrik van Buggenum, der durch die damals erfolgreichen US-amerikanischen Katastrophenfilme wie Flammendes Inferno inspiriert wurde.
Insgesamt erschienen zwischen 1975 und 1977 im vierwöchentlichen Rhythmus 22 Heftromane im Umfang von 66 Seiten. Themen der Romane waren titelgemäß Erdbeben, Schiffskatastrophen, Killer-Haie, Wirbelstürme und Ähnliches. Sie enthielten neben den eigentlichen Geschichten auch Sammel-Pennies.

## Titelliste
| #  | Autor            | Titel                            | Jahr | Realname               |
| -- | ---------------- | -------------------------------- | ---- | ---------------------- |
| 01 | ohne Angabe      | Die Erde frißt sie alle          | 1975 | Kurt Brand             |
| 02 | ohne Angabe      | Kreuzfahrt in die Hölle          | 197x |                        |
| 03 | ohne Angabe      | Der König der mordenden Haie     | 197x |                        |
| 04 | Peter Steinhofer | Lebendig begraben                | 197x |                        |
| 05 | P. Eisenhuth     | Der Tod ist heller als die Sonne | 197x | Horst W. Hübner        |
| 06 | B. Benson        | Der rote Teppich des Verderbens  | 197x |                        |
| 07 | Peter Steinhofer | Absturz in die grüne Hölle       | 1976 |                        |
| 08 | Peter Steinhofer | Der weiße Tod                    | 1976 |                        |
| 09 | P. Eisenhuth     | Amoklauf der Elefanten           | 1976 | Horst W. Hübner        |
| 10 | ohne Angabe      | Das brennende Paradies           | 1976 |                        |
| 11 | ohne Angabe      | Das Grab der stolzen Schiffe     | 1976 |                        |
| 12 | ohne Angabe      | Rundfahrt ins Jenseits           | 1976 |                        |
| 13 | Peter Steinhofer | Windstärke 12                    | 1976 |                        |
| 14 | P. Eisenhuth     | Menschen im Feuer                | 1976 | Horst W. Hübner        |
| 15 | P. Eisenhuth     | Denn uns tötet der Wind          | 1976 | Horst W. Hübner        |
| 16 | Hary Wilford     | Die Hölle speit Feuer            | 1976 | Wilfried Antonius Hary |
| 17 | J. Wende         | Das Meer kennt keine Gnade       | 1976 |                        |
| 18 | Peter Steinhofer | Die Weichen stehen auf Tod       | 1976 | Hans E. Ködelpeter     |
| 19 | P. Eisenhuth     | Die Insel des roten Todes        | 1976 | Horst W. Hübner        |
| 20 | Hary Wilford     | Tauchfahrt ohne Wiederkehr       | 1977 | Wilfried Antonius Hary |
| 21 | Hary Wilford     | Der Atem der Hölle               | 1977 |                        |
| 22 | Peter Steinhofer | Saat der Angst                   | 1977 |                        |